# 76 Freia
76 Freia је астероид са пречником од приближно 183,66 km.
Афел астероида је на удаљености од 3,973 астрономских јединица (АЈ) од Сунца, а перихел на 2,858 АЈ.
Ексцентрицитет орбите износи 0,163, инклинација (нагиб) орбите у односу на раван еклиптике 2,117 степени, а орбитални период износи 2306,020 дана (6,313 година).
Апсолутна магнитуда астероида је 7,90 а геометријски албедо 0,036.
Астероид је откривен 21. октобра 1862. године, а открио га је Хајнрих Даре.